# Saxon
För andra betydelser, se Saxon (olika betydelser).
Saxon är ett brittiskt heavy metal-band bildat 1976. Bandet existerade dock från 1970 under namn som Blue Condition (1970–1976), SOB (1976–1977) och Son of a Bitch (1977–1978). Gruppen brukar räknas in i New Wave of British Heavy Metal, och rönte stora framgångar i början av 1980-talet fram till slutet av decenniet, med bland annat åtta album på UK Top40, fyra album på UK Top10, två album på UK Top5, samt sex singlar på UK Top20. Saxon har sålt cirka 20 miljoner album.
I Sverige låg fem av deras sju första album som nummer 1 på den svenska hårdrockslistan. Deras senaste album Battering Ram låg även den som nr 1 på hårdrockslistan.
Saxon har influerat många hårdrocksband, bland andra Metallica, Megadeth, Mötley Crue, Sodom och Pantera. Saxon räknas som ett av de främsta livebanden inom heavy metal-genren.

## Biografi
Bandet började som en sammanslagning av de två brittiska banden SOB (bildat 1971) och Coast (bildat 1970). Tillsammans kallade de sig Son of a Bitch. 1976 övergav de namnet och valde just Saxon som nytt namn. Efter flera år av konstant turnerande runt den nordengelska och skotska kusten skulle bandet till slut få sitt första erkännande.
John Verity på Tapestry Studios lät dem spela in en demo 1977, som de presenterade för olika bolag, men de hade svårt att bli upptäckta då New Wave låg i topp. Efter en tid upptäcktes de dock av Peter Hinton på EMI, som rekommenderade dem till Claude Carrere och hans nya Carrere Records. Han lyssnade på deras demo och erbjöd dem ett kontrakt. 
Tillsammans med Verity spelade de in första albumet, Saxon, som blev klart för världsdistribution 1979. Första singeln blev Big Teaser c/w Stallions of the Highway. Saxon agerade förband till Motorhead på deras Bombertour 1979 och många fans fick upp ögonen för bandet. Albumen Wheels of Steel (1980 UK Top5), Strong Arm of the Law (1980 UK Top10) och Denim and Leather (1981 UK Top10) fick guldstatus och förankrade Saxon som ett av de stora banden i det som kallades "New Wave of British Heavy Metal". En stor världsturné följde och man tillbringade nästan 2 år på turné med bland andra Ozzy Osbourne som agerade förband. Man spelade även i Donnington på den första Monsters Of Rock-festivalen 1980 samt 1982.
1982 släppte man liveplattan The Eagle Has Landed som klättrade till plats 5 på UK Top40 och befäste deras status som ett av Europas största hårdrocksband tillsammans med Judas Priest och Iron Maiden. En utsåld världsturné tog bandet till alla kontinenter och USA delen av turnén sågs som speciellt lyckad med bland annat fyra utsålda konserter i Los Angeles. De kommande storheterna Metallica agerade bland annat förband. 1983 kom albumet Power and the Glory och Saxons framgångar fortsatte med "The Power and Glory Tour" bandets tredje stora arenaturné där bland annat Accept agerade förband, denna turné innebar Saxons första besök i Sverige på ett utsålt Stockholms Isstadion.
1984 släpptes Crusader som tillsammans med Power and the Glory räknas som deras mest framgångsrika platta försäljningsmässigt med över 2 miljoner sålda exemplar. En ny världsturné; "The World Crusade" följde och man stannade återigen till i Sverige med utsålda spelningar på Scandinavium i Göteborg och Isstadion i Stockholm. The World Crusade fortsatte till USA där man bland andra hade Mötley Crüe och Krokus som "special guests".
1985 skrev Saxon kontrakt med EMI och ett nytt sound hördes på plattan Innocence is no Excuse. Saxons råa, snabba sound putsades för att bättre passa den amerikanska marknaden vilket fick fansen att undra vart bandet var på väg. Live Innocence-turnén 1985–1986 var den största turnén under bandets karriär men sprickor i bandet uppstod och 1986 lämnade basisten Steve Dawson Saxon. Albumet Rock The Nations (1986) innehöll två spår med Elton John som gäst. Albumet spelades in med Biff Byford som vikarierande basist, en tjänst som senare upptogs av Paul Johnson. Ny världsturné följde. Man agerade huvudnummer på den stora Readingfestivalen 1987 som annars var ett ganska tyst år för Saxon med en sommarturné i USA som höjdpunkt.
Efter Destiny (1988), som sågs som en stor besvikelse, dalade bandets popularitet och Saxon befann sig i ingenmansland fram till 1990 då man skrev kontrakt med Virgin Records. Ny basist införskaffades 1988 då den 21 år gamla Nibbs Carter anslöts. Han är än idag bandets basist och har medverkat på 13 album. Nigel Glockler lämnade bandet 1988 och ersattes temporärt av Nigel Durham, Glockler återvände 1989. En räcka starka plattor med det traditionella Saxonsoundet medförde att bandet vann en ny publik under 1990-talet. Under 2000-talet har Saxon återfått sin vitalitet som ett stort hårdrocksband då man bland annat agerat huvudnummer på flera stora Metal-festivaler såsom Wacken Open Air, Bloodstock och Monsters of Rock samt släppt flera väl mottagna album.
Saxon bestod från början av sångaren Biff Byford, de två gitarristerna Graham Oliver och Paul Quinn, basisten Steve Dawson och trummisen Pete Gill. I början av 1980-talet lämnade Gill gruppen. Han ersattes av Nigel Glockler 1981. Gill blev 1984 trummis i Motorhead.
Bandet har i stort sett bibehållit samma uppsättning sedan 1995 då Graham Oliver lämnade bandet och består idag av Biff Byford (sång), Paul Quinn (gitarr), Doug Scarrat (gitarr), Nibbs Carter (bas) och Nigel Glockler (trummor). Glocklers krånglande axel har under omgångar tvingat honom att lämna över trummorna till bland andra Jörg Michael och Fritz Randow.
I februari 2009 släpptes plattan Into the Labyrinth och de begav sig ut på Europaturné tillsammans med Iced Earth, turnén har fått namnet Metal Crusade.
2011 kom albumet "Call to Arms" som möttes med entusiasm och en lång världsturné följde.
I februari 2013 släppte bandet sitt tjugonde album "Sacrifice" och en världsturné tog bandet till både Syd- och Nordamerika, turnén avslutades i Europa.
16 oktober 2015 släpptes albumet "Battering Ram" som besatte 1:a platsen på den svenska hårdrockslistan och hamnade på topplistor över hela Europa.

## Medlemmar
Nuvarande medlemmar
- Brian Tatler – gitarr (2023 - )
- Biff Byford – sång (1976– ), basgitarr (1986)
- Nigel Glockler – trummor (1981–1987, 1988–1998, 2005– )
- Nibbs Carter – basgitarr (1988– )
- Doug Scarratt – gitarr (1995– )

Tidigare medlemmar
Paul Quinn – gitarr (1976– 2023 )
Steve Dawson – basgitarr (1976–1986)
- Graham Oliver – gitarr (1976–1995)
- John Walker – trummor (1976–1978)
- Pete Gill – trummor (1978–1981)
- Paul Johnson – basgitarr (1986–1988)
- Nigel Durham – trummor (1987–1988)
- Fritz Randow – trummor (1998–2004)
- Jörg Michael – trummor (2004–2005)

Turnerande medlemmar
- Yenz Leonhardt – basgitarr (2010)
- Sven Dirkschneider – trummor (2015)
- Gus Macricostas – basgitarr (2016)

## Diskografi
Studioalbum
- Saxon (1979)
- Wheels of Steel (1980)
- Strong Arm of the Law (1980)
- Denim and Leather (1981)
- Power and the Glory (1983)
- Crusader (Album) (1984)
- Innocence Is No Excuse (1985)
- Rock the Nations (1986)
- Destiny (1988)
- Solid Ball of Rock (1991)
- Forever Free (1992)
- Dogs Of War (1995)
- Unleash the Beast (1997)
- Metalhead (1999)
- Killing Ground (2001)
- Lionheart (2004)
- The Inner Sanctum (2007)
- Into The Labyrinth  (2009)
- Call to Arms (2011)
- Sacrifice (2013)
- Unplugged and Strung Up (2013)
- Battering Ram (2015)
- Thunderbolt (2018)
- Inspirations (2021)
- Carpe Diem (2022)
- Hell, Fire and Damnation (2024)

Livealbum
- The Eagle Has Landed (1982)
- Rock 'n' Roll Gypsies (1989)
- Greatest Hits Live! (1990)
- The Eagle Has Landed, Vol.2 (1996)
- Donnington: The Live Tracks (1997)
- BBC Sessions / Live at Reading Festival '86 (1998)
- Live...In the Raw (2000)
- Live in Nottingham (2002)
- The Eagle Has Landed III (2006)
- Heavy Metal Thunder - Live: Eagles Over Wacken (2012)
- St. George's Day Sacrifice - Live in Manchester (2014)
- Let Me Feel Your Power (2016)
- The Eagle Has Landed 40 (Live) (2019)

EP
- Ride Like the Wind (1988)
- Altar of the Eagles (1998)

Singlar (topp 40 på UK Singles Chart)
- "Wheels of Steel" (1980) (#20)
- "747 (Strangers in the Night)" (1980) (#13)
- "And the Bands Played On" (1981) (#12)
- "Never Surrender" (1981) (#18)
- "Power and the Glory" (1983) (#32)

Samlingsalbum
- Strong Arm Metal (1984)
- The Best of Saxon (1991)
- Saxon: A Collection of Metal (1996)
- Burrn! Presents: The Best of Saxon (2000)
- Diamonds and Nuggets (2000)
- Masters of Rock: Saxon (2001)
- Coming to the Rescue (2002)
- Heavy Metal Thunder (2002)
- The Very Best of Saxon (1979–1988) (2007)
- The Best of Saxon (2009)
- Saxon - The Carrere Years (1979–1984) (Box Set) (2012)
- Saxon - The EMI Years (1985–1988) (Box Set) (2012)
- Unplugged and Strung Up (2013)
- Original Album Series (Box Set) (2014)
- The Complete Albums 1979–1988 (Box Set) (2014)
- Baptism of Fire: The Collection 1991–2009 (2016)
- The Vinyl Hoard (Box Set) (2016)
- Solid Book of Rock (Box Set) (2016)
- Decade of the Eagle (Box Set) (2016)
- The CD Hoard (Box Set) (2018)
- Thunderbolt: The Singles (Box Set) (2019)